# Allergische alveolitis
Allergische alveolitis (extrinsieke allergische alveolitis, allergische interstitiële pneumonitis, pneumoconiose door organisch stof) is een ontsteking in en rond de longblaasjes door een late allergische reactie op geïnhaleerd organisch stof of (minder vaak) chemicaliën.
| Aandoening                          | Bron van stofdeeltjes of allergenen                                                                                                 |
| ----------------------------------- | --- |
| Boerenlong                          | Beschimmeld hooi |
| Papegaaienziekte, duivenmelkerslong | Uitwerpselen van parkieten, duiven en kippen                                                                                        |
| Luchtbevochtigerslong               | Luchtbevochtigers, airconditioners                                                                                                  |
| Bagassose                           | Suikerriet |
| Paddenstoelenlong                   | Paddenstoelencompost |
| Suberose                            | Beschimmelde kurk |
| Esdoornschillerslong                | Geïnfecteerde esdoornbast |
| Moutwerkersziekte                   | Beschimmelde gerst of mout |
| Sequoiose                           | Beschimmeld zaagsel van redwood-bomen                                                                                               |
| Kaasmakerslong                      | Kaasschimmels |
| Graankeverallergie                  | Met graankevers besmet meel |
| Koffiewerkersziekte                 | Ongebrande koffiebonen |
| Houtpulpwerkersziekte               | Houtstof |
| Chemische pneumonie                 | Chemicaliën gebruikt bij de productie van polyurethaanschuim, mallen, isolatiemateriaal, synthetisch rubber en verpakkingsmateriaal |

Het is vrij vaak een beroepsgerelateerde of hobbygerelateerde aandoening, evenals silicose of asbestose, die veroorzaakt worden door inademing van respectievelijk steenstof en asbeststof, hoewel hierbij een geheel ander ziekteverwekkend mechanisme van toepassing is.
De enige behandeling is stoppen van de blootstelling in een zo vroeg mogelijk stadium; als men er op tijd bij is zijn de verschijnselen (vooral ademnood) meestal volledig reversibel.